# Chapelle Saint-Christophe de Hun
La chapelle Saint-Christophe, ou chapelle du Sacré-Cœur, est un édifice religieux catholique sis à Hun, un hameau en bord de Meuse de la commune d’Anhée, en province de Namur (Belgique). Construite en 1926 la chapelle attire le jour de la saint Christophe un nombre important de véhicules et automobilistes venus y chercher la bénédiction du saint. 

## Histoire
Un premier lieu de culte très modeste avec petite tour fut érigé en 1602 par le seigneur Jehan de Wasservas. Il était dédié à sainte Marie-Madeleine.
La chapelle actuelle, dédiée au Sacré-Cœur, fut construite par le comte Philippe de Lannoy en 1926 (inaugurée en 1927) et cédée à la commune d’Anhée trois ans plus tard, en 1929. Mais un culte à saint Christophe s’y développant elle est connue sous ce nom-là.  
La chapelle subit de sérieux dégâts lorsque le village de Hun fut incendié par les Allemands en 1944, durant la Seconde Guerre mondiale. Son clocher, endommagé, fut reconstruit en néo-roman. 
Tous les ans, à une date proche de la fête de saint Christophe, patron des voyageurs et automobilistes, une messe y est célébrée avec bénédiction des véhicules dans le parking voisin. Tombé en désuétude le pèlerinage à saint Christophe a repris vie en 1988.  

## Patrimoine
- Les vitraux de la nef racontent la légende et le martyre de saint Christophe, tandis que deux autres, dans le sanctuaire, illustrent la rencontre du Christ ressuscité avec les disciples d'Emmaüs et la fuite en Égypte. Ils furent dessinés par Louis Crépin.
- Le chemin de croix est l'œuvre de l'artiste Max Van der Linden.